# Carol Sloane
Pour les articles homonymes, voir Sloane.
Carol Sloane (née Carol Morvan le 5 mars 1937 à  Providence dans l'État du Rhode Island et morte le 23 janvier 2023 à Stoneham dans le Massachusetts) est une chanteuse de jazz américaine.

## Biographie
Carol Sloane a commencé à chanter professionnellement à l'âge de 14 ans. Dans les années 1970, elle a travaillé comme secrétaire juridique à Raleigh en Caroline du Nord. Entre septembre 1967 et mai 1968, elle a écrit des critiques d'albums pour le magazine Down Beat. 
Elle a travaillé avec l'orchestre de Larry Elgart. Par la suite, elle collabore avec Lambert, Hendricks & Ross. En 1961, à la suite de son succès au Festival de Jazz de Newport, elle enregistre plusieurs albums pour Columbia Records. Sa carrière est au point mort pendant un certain temps dans les années 1970, mais elle reprend dans les années 1980. Elle signé plus tard avec Concord Records et a eu quelques succès en tournée au Japon. En 1986, elle a épousé Buck Spurr.
Elle vivait à Stoneham dans le Massachusetts.

## Discographie
- 1962 : Out of the Blue (Columbia/Fresh Sound Records) Barry Galbraith, Art Davis, George Duvivier, Clark Terry, Nick Travis, Bob Brookmeyer
- 1988 : Love You Madly (Contemporary Records) Art Farmer, Clifford Jordan, Kenny Barron, Kenny Buurell, Rufus Reid
- 1990 : The Real Thing (Contemporary) Phil Woods, Grady Tate
- 1991 : Heart´s Desire (Concord)
- 1993 : Sweet and Slow (Concord)
- 1994 : When I Look In Your Eyes (Concord)
- 1995 : The Songs Carmen Sang (Concord) Phil Woods
- 1996 : The Songs Sinatra Sang (Concord) Frank Wess
- 1997 : The Songs Ella and Louis Sang (Concord) Clark Terry
- 1999 : Romantic Ellington (DRG Records)
- 2001 : I Never Went Away (High Note)
- 2007 : Dearest Duke: With Ken Peplowski and Brad Hatfield (Arbors Records)
- 2010 : We'll Meet Again (Arbors Records)
- 2022 : Live At Birdland (Club44 Records)